# Doloplazy (Olomouci járás)
Doloplazy település Csehországban, a Olomouci járásban. Doloplazy Přáslavice, Daskabát, Svésedlice és Tršice településekkel határos. Lakosainak száma 1340 fő (2024. január 1.).

## Népesség
A település lakosságának változását az alábbi diagram mutatja:
| Lakosok száma | 898  | 886  | 1112 | 992  | 1045 | 1199 | 1339 | 1336 | 1346 | 1340 |
|               | 1869 | 1890 | 1921 | 1950 | 1980 | 2001 | 2017 | 2019 | 2022 | 2024 |